# Hans-Christian Ströbele

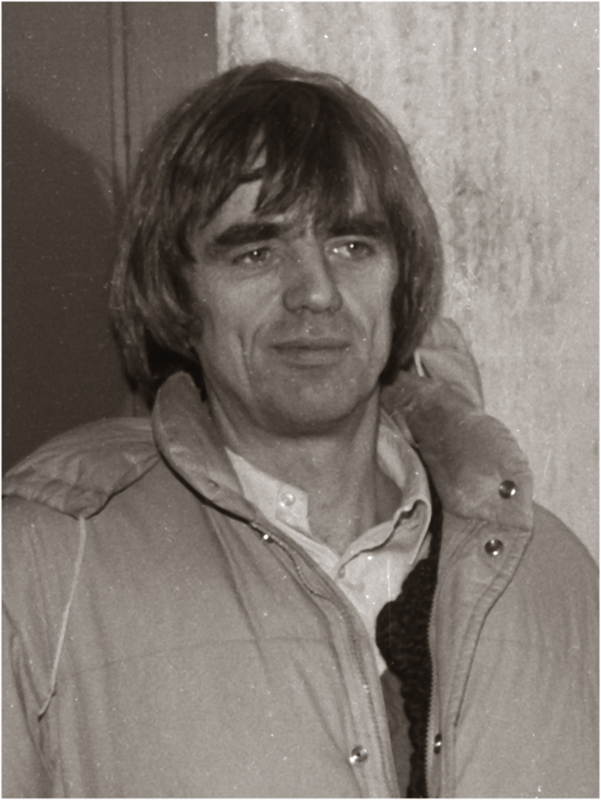
Hans-Christian Ströbele, 1987

Hans-Christian Ströbele (ur. 7 czerwca 1939 w Halle, zm. 29 sierpnia 2022 w Berlinie) – niemiecki adwokat (głośny w latach 60. i 70. obrońca terrorystów z RAF), polityk Zielonych polityk, członek Bundestagu.
W latach 60. pomagał działaczom studenckim, biorącym udział w demonstracjach i zaangażowanym w ruch Opozycji Pozaparlamentarnej. Wraz z Horstem Mahlerem i Klausem Eschenem założył kancelarię adwokacką „Sozialistisches Anwaltskollektiv” w Berlinie. Później bronił osoby oskarżone o tzw. kłamstwo oświęcimskie.
Był przyjacielem i najbardziej znanym obrońcą lewackich terrorystów z Frakcji Czerwonej Armii. Został odsunięty od śledztwa pod zarzutami współpracy z oskarżonymi i przemycania informacji. W 1980 r. został oskarżony i skazany na karę 18 (ostatecznie 10 miesięcy) pozbawienia wolności.
Od 1970 do 1974 r. był członkiem SPD. Został usunięty ze względu na kontakty z terrorystami. Od 1978 r. zaangażował się w ruch polityczny zielonych. W 1979 r. zakładał czasopismo die tageszeitung.
Członek Bundestagu w latach 1985–1987 oraz od 1998 do 2017 r. W 1990 r. został wybrany rzecznikiem partii. Odsunięto go w lutym 1991 po tym, jak usprawiedliwiał atak rakietowy Iraku na Izrael, będąc jednocześnie przewodniczącym delegacji Zielonych w Izraelu. Jednak w październiku 2002 wybrano go na przewodniczącego frakcji zielonych.
W parlamencie zajmował się sprawami społecznymi, kontroli rządu i służb specjalnych, w tym domniemanych tajnych akcji CIA po 11 września 2001. Głosił silnie lewicowe poglądy. Jako zagorzały pacyfista był przeciwnikiem militarnego zaangażowania Niemiec poza granicami kraju. Opowiadał się za stałym rozwojem praw obywatelskich i ograniczeniem uprawnień Kościoła katolickiego. Sprzeciwiał się kryminalizacji „graficiarzy” i używania marihuany. Popierał mniejszości arabskie. Głosił w mediach prowokacyjne poglądy. Wystąpił z projektem wprowadzenia świąt muzułmańskich, a także zezwolenia niemieckim policjantom i policjantkom na noszenie turbanów i chust. Zaproponował przetłumaczenie hymnu niemieckiego na język turecki. Zażądał odebrania papieżowi Benedyktowi XVI niemieckiego obywatelstwa z powodu przyjęcia obywatelstwa Watykanu. Często krytykował politykę państwa Izrael.